# The X Factor (Dél-Afrika első évad)
A dél-afrikai The X Factor első évada 2014. augusztus 30-án került műsorra a SABC1-en. A műsorvezető Andlie Ncube, a három mentor Zonke, Arno és Oskido volt.

## Kategóriák
| Kategória, mentor           | Döntősök                            |
| --------------------------- | ----------------------------------- |
| 15-25 év közöttiek (Oskido) | Bubbles, Mikhal Jones, MJ, Princess |
| 25 év felettiek (Zonke)     | Elizer, Gavin Ewards, Wandaboy      |
| Csapatok (Arno)             | Avodah, Four, Iziqhaza              |